# 戟叶黑心蕨
戟叶黑心蕨（学名：Doryopteris ludens），为中国蕨科黑心蕨属下的一个植物种。